# Liste der Landeswasserstraßen in Berlin
Nachfolgende Liste der Landeswasserstraßen nennt alle Wasserstraßen, deren Last das Bundesland Berlin zu tragen hat. Grundlage ist das Landeswassergesetz. Ergänzend gilt die Landesschifffahrtsverordnung Berlin (LandesschiffVO BE).

## Strecken
| Wasserstraße | von km | bis km | max. Länge Breite Abladetiefe (m)                         |
| --- | ------ | ------ | --------------------------------------------------------- |
| Aalemannkanal |        |        | L67 B8,20                                                 |
| Alter Berlin-Spandauer Schiffahrtskanal | 0      | 0,75   | L70 / B9,0                                                |
| Alter Berlin-Spandauer Schiffahrtskanal | 0,75   | 2,7    | L46 B5,60                                                 |
| Alte Spree (in Spandau) |        |        | L90 / B9,60 / T2,0                                        |
| Spree von der Landesgrenze bis Dämeritzsee (oberhalb)                                                                                      |        |        |                                                           |
| Grimnitzgraben |        |        |                                                           |
| Havelschlenke |        |        |                                                           |
| Heiligensee |        |        |                                                           |
| Kanäle (Gräben) an der Müggelspree bei Neu-Venedig sowie Walloch, Stichgraben Klein Venedig und Fredersdorfer Fließ bis Fürstenwalder Damm |        |        |                                                           |
| Maselakekanal |        |        | L58 / B8,2                                                |
| Neuköllner Schiffahrtskanal mit Oberhafen                                                                                                  | 0      | 1,9    | L49 / B7,00 / T1,75                                       |
| Neuköllner Schiffahrtskanal mit Oberhafen                                                                                                  | 1,9    | 3,3    | L67 / B8,20 / T1,75                                       |
| Neuköllner Schiffahrtskanal mit Oberhafen                                                                                                  | 3,3    | 4      | Fahrzeug: L80 / B9,5 / T1,75 Verband: L82 / B8,20 / T1,75 |
| Nordhafen Spandau |        |        | L41 / B5,0                                                |
| Stichkanal Kraftwerk Klingenberg |        |        |                                                           |
| Stößensee |        |        | L46 / B5,60                                               |
| Tegeler Fließ unterhalb der Karolinenstraße                                                                                                |        |        |                                                           |
| Tegeler Hafen mit Stichkanal |        |        | L49 / B7,00                                               |
| Teufelsseekanal |        |        |                                                           |
| Tiefwerder Gewässer |        |        |                                                           |
| Unterhafen Spandau (Südhafen) |        |        | L80 / B9,5                                                |
| Westhafen |        |        |                                                           |